# Leyes nacionales de discapacidad (Argentina)
La legislación argentina contiene un compendio de leyes de discapacidad amplio, muchas son complementarias entre sí.
Con la Ley 22.431 sancionada y promulgada el 16 de marzo de 1981 Argentina ha reunido un conjunto integral de leyes de discapacidad, ello coincide con la iniciación del Decenio de los Discapacitados proclamado por la Organización de las Naciones Unidas (ONU). Con ello inició una etapa con normas conjugando gran parte de los intereses de las personas con discapacidad, produciendo una recopilación de medidas al respecto.

## Ley 22.431
La Ley de Sistema de Protección Integral de las personas con discapacidad o Ley 22.431 fue sancionada y promulgada el 16 de marzo de 1981 por Jorge Rafael Videla con el objetivo de otorgar a las personas con discapacidades atención médica, educación y seguridad social. Y modificada para readaptarla en diferentes oportunidades.
En su artículo 2 define a personas con discapacidad como:

(...) se considera discapacitada a toda persona que padezca una alteración funcional permanente o prolongada, física o mental, que en relación a su edad y medio social implique desventajas considerables para su integración familiar, social, educacional o laboral.

En cuanto a la asistencia les otorga los siguientes beneficios:
- Rehabilitación integral,
- Formación laboral o profesional,
- Préstamos o subsidios,
- Regímenes diferenciales en seguridad social,
- Escolarización,
- Orientación o promoción individual, familiar y social.

Le asigna al Ministerio de Bienestar Social de la Nación (actual Ministerio de Salud) entre otras, la tarea  de reunir información, desarrollo de planes, apoyar y coordinar actividades de las entidades sin fines de lucro y crear hogares de internación total o parcial.
En su artículo 8 refiere al porcentual de 4% que deberá tener el Estado nacional y sus distintos organismos en cuanto a la ocupación laboral de las personas con discapacidad idóneas para el cargo. Dicha tarea debe ser autorizada y fiscalizada por el Ministerio de Trabajo gozando de los mismos derechos y obligaciones que los demás trabajadores. El artículo 8 fue modificado por Ley 25.689 del año 2003 añadiendo que los ministerios que no tengan la cantidad de empleados relevados los datos de la cantidad de cargos cubiertos con personas con discapacidad, se considerará que incumplen con el 4% y los postulantes podrán hacer valer sus derechos de prioridad de ingreso. Además, en su artículo 12, destaca que el Ministerio de trabajo tiene la obligación de crear talleres protegidos de producción.
En el artículo 13 detalla la jurisdicción de actuación del Ministerio de Cultura y Educación (actual Ministerio de Educación) en la integración al sistema educativo y la formación del personal docente y profesional especializado.
El artículo 20 original citaba que las empresas de colectivo debían transportar gratuitamente a las personas con discapacidad desde su domicilio al establecimiento educacional o de rehabilitación de forma gratuita. También se han modificado los subsiguientes artículos 21 y 22 de la misma. El texto actual de la ley, en los artículos 20, 21 y 22 cita a las:
- Barreras físicas urbanas (Artículo 20): como cruces peatonales, escaleras y rampas, espacios públicos como los parques, estacionamientos y obras en la vía pública.
- Barreras arquitectónicas (Artículo 21): públicas o privadas como las viviendas colectivas, como los edificios. Agregando en el artículo 28 que la aprobación de los planos dependerá de la inclusión de éstas normas.
- Transporte público (Artículo 22): vehículos de transporte público con dos asientos delanteros reservados y gratuidad de transporte a cualquier destino. Estaciones de transporte y aeropuertos con rampas antideslizantes, pasos alternativos y sanitarios adaptados. Y, en cuanto al transporte propio, con estacionamiento gratuito y señalización correspondiente para los mismos.

El artículo 23 que cita el descuento del 85% de deducción especial en el impuesto a las ganancias que se concede a los empleadores que contraten empleados discapacitados quiénes trabajen en sus establecimientos o en su domicilio, ha agregado en 1983, la misma deducción en impuestos a las ganancias o capital correspondientes al cierre del período fiscal.

## Ley 24.901
La Ley de Sistema de Prestaciones Básicas en Habilitación y Rehabilitación Integral a Favor de las Personas con Discapacidad o Ley 24.901 fue sancionada el 5 de noviembre de 1997 y promulgada el 2 de diciembre del mismo año con carácter de nacional.
Su objetivo, según el artículo 1 reza:

Institúyese por la presente ley un sistema de prestaciones básicas de atención integral a favor de las personas con discapacidad, contemplando acciones de prevención, asistencia, promoción y protección, con el objeto de brindarles una cobertura integral a sus necesidades y requerimientos.

Aplicándose y obligando a las Obras sociales a la labor de prestar atención médica y otorgar los servicios de diagnóstico y control, siendo beneficiarios las personas con discapacidad comprendidas como tales en el artículo 2 de la Ley 22.431.
Se aplica a las prestaciones de carácter preventivo, de rehabilitación, a las terapéuticas educativas y a las asistenciales. También internación, en caso de que no pueda permanecer en su hogar, cobertura económica y la atención psiquiátrica.
En caso de que de que la persona requiriere médicamente medicamentos o productos para su dieta específicos y que no se produjeran en Argentina, le deberán reconocer la totalidad del precio de los mismos.

### Aplicación de la ley
En 2012 la justicia obligó a la Unión del Personal Civil de la Nación (UPCN) a cubrir el tratamiento integral de una menor que padece de autismo, retraso mental grave y Síndrome de Cornelia de Lange incluyendo los gastos de internación, medicación y acompañamiento terapéutico. La acción de amparo fue presentada en septiembre de 2009.
Aunque fuera reglamentada en 1997, en 2007 una jueza en lo contencioso administrativo le ordenó al Estado argentino que reglamente la ley, ya que en la práctica no se aplicaba. Esto se debió a la presentación de una acción de amparo realizada por una señora que sufría artritis degenerativa. El Estado argentino apeló la medida.

## Ley 25.504
Es un complemento de la Ley 22.431 y la Ley 24.901 anteriormente mencionadas. Fue sancionada el 14 de noviembre de 2001 y promulgada el 12 de diciembre del mismo año, conocida por ser la Ley del Certificado de Único de Discapacidad.
Encarga al Ministerio de Salud la certificación de la discapacidad, del grado y la naturaleza de la misma y las posibilidades de rehabilitación. Tiene en cuenta la personalidad, antecedentes y el tipo de actividad laboral o profesional que puede desarrollar.
El otorgamiento del certificado se da en todo el territorio nacional, teniendo idéntica validez con los certificados de la Ley 24.901.
El 2 de abril de 2023 se promulgó la Ley 27.711 con el Decreto 246/2023. Esta normativa habilita la actualización del Certificado de Único de Discapacidad sin vencimiento.

## Ley 19.279
La Ley de Automotores para Lisiados o Ley 19.279 fue sancionada y promulgada el 4 de octubre de 1971 por Alejandro Agustín Lanusse y modificada en diferentes oportunidades.
En su artículo 1 destaca que el objeto de ésta ley es facilitarles a las personas con discapacidad la adquisición de automotores para uso personal para que desarrollen una vida normal dentro de la sociedad. En el artículo 2 menciona que el mismo beneficio se aplica a las instituciones asistenciales sin fines de lucro que se dediquen a la rehabilitación de las personas con discapacidad, siempre que éstas sean reconocidas por el Estado.
Según el artículo 3, los beneficios son los siguientes:
- Para los vehículos de fabricación nacional tendrán una contribución del 50% del valor al contado de venta al público del modelo estándar, sin accesorios ni adaptaciones.
- Adquisición de un vehículo de fabricación nacional sin los gravámenes por impuestos (como el Impuesto al Valor Agregado)
- Adquisición de un vehículo extranjero estándar, sin accesorios, que cuente con las adaptaciones correspondientes. Pudiendo permitir la importación de las adaptaciones y de la caja de transmisión automática tanto para los vehículos nacionales como para los importados destinados a uso personal debiendo presentar una declaración jurada. Estas importaciones estarán exentas de: pago de derecho de importación, tasas de estadística, servicio portuario, impuestos internos y al valor agregado.

El solicitante deberá acreditar que podrá adquirir y mantener el vehículo, siempre que no le permita adquirirlo sin los beneficios de la ley. Si el vehículo se adquiriera por medio de pago de cuotas también deberá acreditar que puede llevar a cabo el endeudamiento, ésta es la única excepción para que el vehículo pueda ser embargado por el incumplimiento de la prenda sobre el mismo.
En cuanto a los fabricantes de vehículos, en el artículo (I) admite que puedan importar cajas de transmisión automática y accesorios de adaptación para la fabricación de automotores adaptados con las mismas exenciones de importación. Para ello deberán cumplimentar con la Administración General de Aduanas y el Ministerio de Salud, dentro de los 10 días posteriores a la venta de la unidad adaptada, una declaración jurada.
El organismo emisor de los certificados de contribución estatal es el Ministerio de Hacienda -según el artículo 4-, los que serán utilizados para el pago de impuestos.
El artículo 5 le otorga la calidad de innembargable al vehículo (por excepción de la compra en cuotas) por el término de 4 años desde su habilitación y "no podrán ser vendidos, donados, permutados, cedidos, ni transferidos a título gratuito u oneroso". Siendo controlados por la Dirección Nacional de Registro de la Propiedad del Automotor.
El artículo 6 se refiere a las sanciones por infringir esta Ley o sus disposiciones. El artículo 8 otorga al Banco de la Nación Argentina la facultad de otorgar préstamos para los vehículos nacionales de un 70% de la contribución estatal.

## Ley 24.308
Fue sancionada el 23 de diciembre de 1993 y promulgada el 11 de enero de 1994. Es la Ley que reglamenta las concesiones de pequeños comercios y modifica a la Ley 22.431.
En el artículo 3 establece la prioridad en el otorgamiento de concesiones para la instalación de pequeños comercios en las reparticiones públicas o privadas a los ciegos y/o disminuidos visuales. Según el artículo 4, si la actividad comercial menguara podrá solicitar el reubicamiento al Ministerio de Trabajo que deberá resolverse en 90 días.
Características de la concesión (artículos 6 al 12):
- Deberá abonar todos los servicios que use y un canon que será proporcional a los servicios.
- Mantendrá la propiedad de las mejoras que haya realizado para la instalación del comercio.
- El comercio se ubicará en un lugar visible, de fácil acceso y deberá ser lo suficientemente amplio para realizar con comodidad la actividad.
- Los artículos autorizados para la venta deben ser amplios, para posibilitarle mayor productividad económica.
- Deberá cumplir con las disposiciones de higiene, seguridad, horarios y demás normas para la concesión.
- No se permitirá la venta de productos por parte de personas ajenas a la concesión.
- Si un funcionario dictase un desplazamiento arbitrario será pasible de sanción del artículo 1112 del Código Civil.

Artículo 13 explica que las concesiones se extinguen por renuncia del concesionario, muerte o caducidad por incumplimiento de las obligaciones. En cuanto al financiamiento, el artículo 18 autoriza a los bancos a tener líneas de financiamiento especiales para la instalación o ampliación de este tipo de comercios.

## Ley 26.378
Fue sancionada el 21 de mayo de 2008 y promulgada el 6 de junio de 2008. Se aprueba la Convención sobre los Derechos de las Personas con Discapacidad y su protocolo facultativo, aprobados mediante resolución de la Asamblea General de las Naciones Unidas, la misma es un instrumento internacional de derechos humanos de las Naciones Unidas o Derecho internacional de los derechos humanos destinadas a proteger los derechos y la dignidad de las personas con discapacidad. Partes en la Convención tienen la obligación de promover, proteger y garantizar el pleno disfrute de los derechos humanos de las personas con discapacidad y garantizar que gocen de plena igualdad ante la ley. 

## Decreto 5/2023
El Gobierno estableció el pago del 100%, sin retención a titulares de la Asignación Universal por Hijo con Certificado de Discapacidad vigente. 